# 拉卡佩勒塞加拉尔
拉卡佩勒塞加拉尔（法語：Lacapelle-Ségalar，法語發音：[lakapɛl seɡalaʁ]）是法国奥克西塔尼大区塔恩省的一个市镇，位于该省北部，属于阿尔比区。

## 地理
拉卡佩勒塞加拉尔（44°6'55"N, 1°59'32"E）面积6.83 平方千米，位于法国奧克西塔尼大區塔恩省，该省份为法国南部内陆省份，北起顺时针与阿韦龙省、埃罗省、奥德省、上加龙省和塔恩-加龙省接壤。
与拉卡佩勒塞加拉尔接壤的市镇（或旧市镇、城区）包括：布尔纳泽勒、拉帕鲁基亚勒、圣马塞尔-康普、圣马丹拉盖皮。

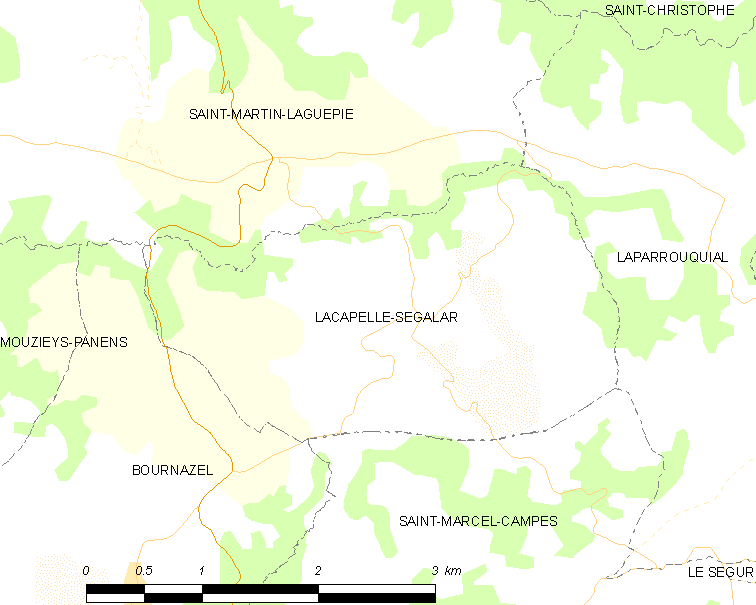
拉卡佩勒塞加拉尔的OSM定位图

拉卡佩勒塞加拉尔的时区为UTC+01:00、UTC+02:00（夏令时）。

## 行政
拉卡佩勒塞加拉尔的邮政编码为81170，INSEE市镇编码为81123。

## 政治
拉卡佩勒塞加拉尔所属的省级选区为卡尔莫第二县。

## 人口

1962-2008年间拉卡佩勒塞加拉尔人口变化图示

拉卡佩勒塞加拉尔于2022年1月1日时的人口数量为90人。